# Julius Reisinger
Julius Reisinger (né Václav ou Wenzel Reisinger ; Prague, 14 février 1828 - Berlin, 12 janvier 1893) est un chorégraphe tchèque, figure paradoxale dans l'histoire de la danse.
Chorégraphe prolifique, auteur de plus d'une vingtaine d'œuvres sur les différentes scènes européennes, il dirigea le Théâtre Bolchoï de Moscou.
Il fut le premier à monter Le Lac des cygnes en 1877, mais sa version n'eut pas de succès et il fallut attendre que Marius Petipa s'en empare pour que l'œuvre soit internationalement reconnue.

## Quelques œuvres
- Le Chausson magique ou Cendrillon (1871)
- Kachtchei (1873)
- Stella (1875)
- Ariadne (1875)
- Le Lac des cygnes (1877)
- Haschisch (1883)